# Городская церковь Умео
Городская церковь Умео (швед. Umeå stads kyrka) — церковь, расположенная в центре Умео, Швеция, между Венортспаркеном и северным побережьем реки Умеэльвен. Была открыта в 1894 году.
Церковь была возведена по проекту архитектора города Олавса Фредерика Линдстрёма и построена из кирпича с каменным фундаментом. Строительство шло в период с 1892 по 1894 годы; церковь стала третьей из серии церквей, возведённых по тому же проекту. Впоследствии три реставрации и возведение пристроек к зданию частично изменили её первоначальный облик.

## Первая реконструкция
В 1929 году церковный совет решил провести серьёзную реконструкцию церкви. Крыша протекала, фреска на потолке была повреждена, имелись и другие проблемы, означавшие необходимость большого ремонта; к тому времени в истории церкви лишь раз проводился небольшой ремонт. Высказывалось также предложение полностью уничтожить архитектурный облик церкви 1890-х годов, который якобы характеризовал собой «самый тяжёлый период упадка архитектуры из известных на сегодняшний день». Архитектору Кнуту Норденшёльду было поручено осмотреть церковь и внести предложения для её восстановления, работу над чем он завершил в 1930 году. Его предложения привели к многочисленным дискуссиям, особенно по вопросу о добавлении прохода между рядами. 27 декабря 1935 года церковный совет, наконец, решил реализовать предложенный архитектором проект, и 17 января начались работы по реконструкции. Орган и хоры в галерее были расширены; вентиляционные каналы были перемещены; у главного входа были добавлены внутренние двери; часть пола была заменена известняковыми плитами, а интерьер был перекрашен в мягкий белый цвет. Церковь была вновь освящена в первое воскресенье Адвента в 1937 году главой епархии Лулео епископом Олафом Бёргвистом, принимавшим участие в служении.

## Обнаружение кладбища
В 1971 году было решено построить в городе третий мост, Кюркброн. В начале строительства рядом с церковью была найдена могила. В соответствии с Законом о древностях (швед. Fornminneslagen) строительство было приостановлено летом 1972 года, пока область не будет исследована археологами. Оригинальные границы кладбища были неизвестны, и не было никакого реестра или карты. В результате раскопок было обнаружено сорок гробов, где находилось около шестидесяти скелетов. В последней могиле была найдена табличка, сообщавшая, что здесь захоронена семья губернатора Пера Адама Стромберга. Надгробия найдены не были. Считается, что надгробная плита была разрушена при пожаре 1888 года и вся документация семейной могилы была разрушена в огне. После того как останки были исследованы, они были возвращены в церковь в полиэтиленовых пакетах. Церковный дворник похоронил пластиковые пакеты без должного документирования, а через некоторое время он умер.